# ديفيد إيتون (لاعب جمباز فني)
ديفيد إيتون (بالإنجليزية: David Eaton) هو لاعب جمباز فني بريطاني، ولد في 28 سبتمبر 1980.

## وصلات خارجية
- ديفيد إيتون على موقع الاتحاد الدولي للجمباز (licence) (الإنجليزية)
- ديفيد إيتون على موقع الاتحاد الدولي للجمباز (biography) (الإنجليزية)
- ديفيد إيتون على موقع اتحاد ألعاب الكومنولث (مؤرشف) (الإنجليزية)
- ديفيد إيتون على موقع دورة ألعاب الكومنولث 2006 (مؤرشف) (الإنجليزية)